# Universidad de los Andes (Kolumbien)

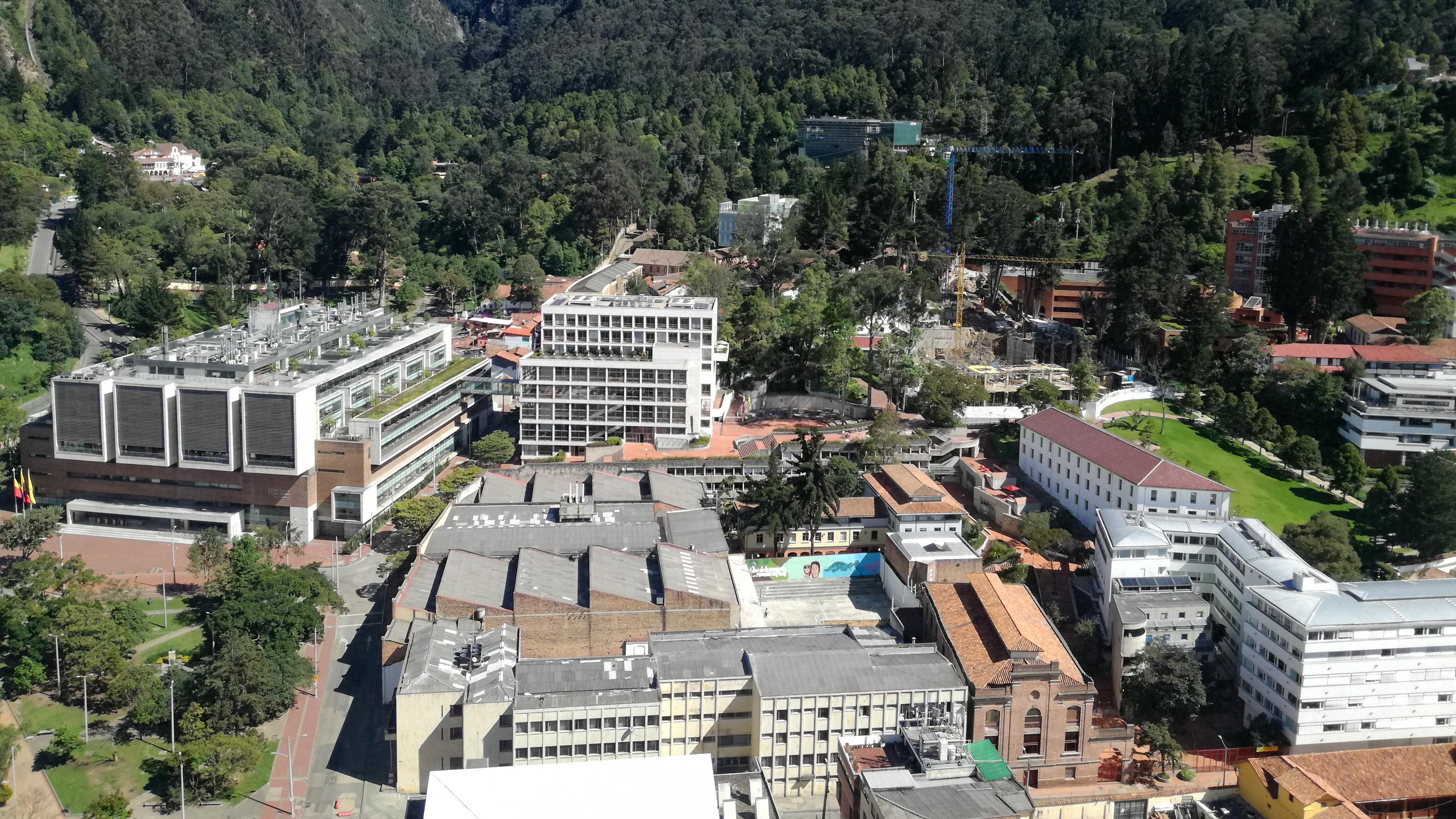
Universidad de los Andes in Bogotá

Die Universidad de los Andes (auch Uniandes genannt, deutsch Universität der Anden Kolumbien) in Bogotá ist eine Privatuniversität in Kolumbien. Sie gehört zu den fünf besten südamerikanischen Universitäten in einem Ranking der The World University Rankings im Jahr 2017 und verfügt über zwölf Fakultäten, darunter Architektur, Medizin, Jura, Wirtschaft- und Sozialwissenschaften. 
Die Universidad de los Andes wurde am 16. November 1948 von einer Gruppe junger Menschen unter der Leitung von Mario Laserna Pinzón gegründet und ist die erste private Hochschuleinrichtung in Kolumbien, die säkular und unabhängig von politischen Parteien ist und die keiner sozialen und wirtschaftlichen Interessengruppe angehört. Dank seiner wissenschaftlichen Exzellenz, seiner Forschung, Publikationen und engen Beziehungen zu verschiedenen Organisationen ist die Fakultät als eine der besten Business Schools in Lateinamerika anerkannt. Sie fördert Pluralismus, Dialog, Debatte, Kritik, Toleranz und Respekt für die Ideen, Überzeugungen und Werte ihrer Mitglieder. 
Die Fakultät verfügt über 703 Vollzeit-Professoren und 14.693 Studenten (Stand 2018). Der Campus befindet sich in Bogotás 17. Stadtbezirk La Candelaria, am Fuße der Anden, der längsten Bergkette der Welt. Die Uniandes verfügt über eine Vielzahl von kolonialen und modernen Gebäuden. Die Studenten haben Zugang zu Bibliotheken, Labors, Fachklassenräume, Hörsälen, Computerräumen, Technologie-Anwendungen sowie Einrichtungen des integrierten Campus-Systems. Die Fakultät für Management an der Universität der Anden wurde 1972 gegründet. Die Einrichtung bietet Studiengänge in Gesundheit, Wirtschaft und Verwaltung, Technik und Geisteswissenschaften. 
Das Maskottchen der Universität ist eine Ziege namens Seneca, eine Geschichte, die auf die späten 1940er Jahre zurückgeht, als eine Ziege auf dem Campus herumlief. Die Studenten nahmen das Tier an, nannten es Seneca und es wurde zum Symbol der Universität. Als es 1966 starb, durften die Studenten die Ziege nicht ersetzen, aber das Symbol ist noch erhalten.

## Hochschulpartnerschaften (Auswahl)
- Europäisches Hochschulinstitut (EUI), seit 2020[5]

## Alumni
- Alberto Lleras Camargo, ehem. kolumbianischer Präsident (1945–1946 und 1958–1962)
- Alicia Arango (* 1958), ehemalige kolumbianische Ministerin und Diplomatin
- Nicolás Gómez Dávila, Philosoph
- César Gaviria, ehem. kolumbianischer Präsident (1990–1994)
- Carlos De los Ríos, Maler